# ليا توماس
ليا توماس (بالإنجليزية: Leah Thomas)‏ هي دراجة أمريكية، ولدت في 30 مايو 1989 في سانتا كلارا في الولايات المتحدة.

## وصلات خارجية
- ليا توماس على موقع الاتحاد الدولي للدراجات (الإنجليزية)
- ليا توماس على موقع أرشيف الدراجات (الإنجليزية)
- ليا توماس على موقع إحصائيات الدراجات الإحترافية (الإنجليزية)
- ليا توماس على موقع نسبة الدراجات (الإنجليزية)
- ليا توماس على موقع CycleBase (الإنجليزية)
- ليا توماس على موقع أوليمبيديا (الإنجليزية)